# イーホル・ハルチェンコ

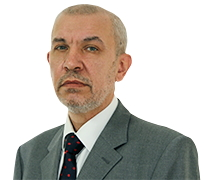
イーホル・ハルチェンコ大使

イーホル・ユーリヨヴィチ・ハルチェンコ（ウクライナ語: Ігор Юрійович Харченко Ihor Yuriyovich Kharchenko、ロシア語: Игорь Юрьевич Харченко イーゴリ・ユーリエヴィチ・ハルチェンコ、1962年5月15日 - ）は、ウクライナの外交官、大使。ウクライナ・ソビエト社会主義共和国（当時）のキエフ出身。英語、ロシア語、ルーマニア語、ポーランド語を話す。

## 経歴
- 1985年 - タラス・シェフチェンコ記念キエフ国立大学国際関係学部を卒業[1]
- 1988年 - 史学博士号取得[1]
- 1992～1997年 - ウクライナ外務省、一等書記官・参事官・政治分析および企画部部長[1]
- 1997～1998年 - 国連総会議長の事務局長・国際連合ウクライナ政府代表代理[1]
- 1998～2000年 - 駐ルーマニア・ウクライナ特命全権大使[1]
- 2000～2003年 - ウクライナ外務省、外務副大臣・国務副長官・バルカン半島担当特使[1]
- 2003～2005年 - 駐ポーランド・ウクライナ特命全権大使[2]
- 2005～2010年 - 駐英ウクライナ特命全権大使[3]
- 2006～2010年 - 国際海事機関（IMO）ウクライナ政府代表[1]
- 2010～2013年 - ウクライナ外務省、ドニエストル紛争解決特別代表[1]
- 2013～2020年 - 駐日ウクライナ特命全権大使[1]

## 駐日大使として
2013年より駐日ウクライナ大使。2013年4月11日、皇居で信任状を捧呈。
在任中にロシアの介入によるクリミア半島の分離独立およびロシアへの併合（2014年クリミア危機）が発生しており、度々、ウクライナの領土保全を記者会見やテレビ番組などで主張している。具体的には、日本記者クラブだけで四度の記者会見を行っており、BS-TBSやBSフジの番組では生出演もした。特に、2016年3月16日の日本記者クラブにおける会見では、クリミア半島と同様にロシアに不法占拠されて併合された日本の北方領土問題についても言及し、来たる5月（当時）の安倍首相の訪露に際しては是非とも「早くウクライナから出て行け」、「北方領土から出ていけ」というメッセージをロシアのプーチン大統領に伝えて欲しいとの願望を表明した。また、2016年10月5日には東京都内の在日ウクライナ大使館で記者会見を開き、北方領土がロシアにより不法占拠されたものだという認識を示した上で、「盗まれたものは返還されるべきだ。これが私の強い願いだ。」との意見を述べた。
2017年8月14日、北朝鮮が大陸間弾道ミサイル（ICBM）を実用化するに当たってウクライナの国営企業ユージュマシュが生産したエンジンを調達したとする疑惑がニューヨーク・タイムズ紙により流布されたが、同日、ウクライナ国家安全保障・国防会議のトゥルチノフ書記はこの疑惑を完全に否定して、「北朝鮮にロケットエンジンまたはいかなるミサイル技術を供給したこともない」と言明した。同年9月29日、ハルチェンコ大使も都内の大使館で記者会見を開いてこの風説を真っ向から否定し、北朝鮮のICBMに使われたとされる疑惑のエンジンはロシア企業エネルゴマシュが開発したものであり、ユージュマシュ社はロシア企業エネルゴマシュが開発したエンジンを1991年までライセンス生産していただけに過ぎず、同年にソ連邦が崩壊してからはユージュマシュ社では軍用エンジンを生産していないとの事実を強調した。
2019年10月22日、皇居正殿松の間で今上天皇の即位礼正殿の儀が執り行われ、ウォロディミル・ゼレンスキー大統領及びオレーナ・ゼレンシカ大統領夫人と共に参列した。